# 中部経済連合会
一般社団法人中部経済連合会（ちゅうぶけいざいれんごうかい）は、主に愛知県・三重県・岐阜県・静岡県・長野県の中部地域に本社または活動拠点を持つ主要企業・団体を主な会員とする経済団体。 愛知県名古屋市東区に所在する名古屋栄ビルディングに事務局を置く。 略称は中経連（ちゅうけいれん）。英語表記はCentral Japan Economic Federation (Chukeiren)。

## 概要
会員企業の意見を取りまとめ国や自治体へ提言するほか、中部経済活性化に関連する調査研究を行う。また、名古屋商工会議所等の主要経済団体、ならびに愛知県、名古屋市等の自治体などと連携し、中部経済圏における大規模プロジェクトや中部文化振興への推進・協力も行っている。

## 所在地
- 郵便番号 〒461-0008
- 住所 名古屋市東区武平町5-1 名古屋栄ビルディング10階

## 沿革
- 1951年（昭和26年）4月 - 中部経済連合会を設立[1]。
- 1991年（平成3年）5月 - 社団法人の認可を受ける[1]。
- 2012年（平成24年）4月 - 一般社団法人に移行[1]。

## 歴代会長
| 代数 | 氏名           | 所属企業     | 在任期間                       |
| ---- | -------------- | ------------ | ------------------------------ |
| 初代 | 伊藤次郎左衛門 | 松坂屋       | 1951年4月2日 - 1954年10月26日  |
| 2代  | 佐伯卯四郎     | 日本陶器     | 1954年10月26日 - 1962年4月27日 |
| 3代  | 井上五郎       | 中部電力     | 1962年4月27日 - 1971年4月23日  |
| 4代  | 横山通夫       | 中部電力     | 1971年4月23日 - 1975年5月7日   |
| 5代  | 鈴木俊雄       | 日本碍子     | 1975年5月7日 - 1979年5月22日   |
| 6代  | 加藤乙三郎     | 中部電力     | 1979年5月22日 - 1982年5月26日  |
| 7代  | 田中精一       | 中部電力     | 1982年5月26日 - 1991年5月22日  |
| 8代  | 松永亀三郎     | 中部電力     | 1991年5月22日 - 1995年5月19日  |
| 9代  | 安部浩平       | 中部電力     | 1995年5月19日 - 2001年5月17日  |
| 10代 | 太田宏次       | 中部電力     | 2001年5月17日 - 2004年7月30日  |
| 11代 | 豊田芳年       | 豊田自動織機 | 2004年7月30日 - 2007年5月22日  |
| 12代 | 川口文夫       | 中部電力     | 2007年5月22日 - 2011年5月19日  |
| 13代 | 三田敏雄       | 中部電力     | 2011年5月19日 - 2016年6月9日   |
| 14代 | 豊田鐵郎       | 豊田自動織機 | 2016年6月9日 - 2020年6月2日    |
| 15代 | 水野明久       | 中部電力     | 2020年6月2日 -                 |

## 役員
（株）は省略している。 詳細は公式ページの「役員名簿」https://www.chukeiren.or.jp/officer/を参照。 2022年6月9日現在
- 会長
  - 水野明久（中部電力 相談役）
- 副会長 
  - 中西勝則（静岡銀行 代表取締役会長）
  - 佐々木眞一（トヨタ自動車 元副社長）
  - 竹中裕紀（イビデン 代表取締役会長）
  - 柘植康英（東海旅客鉄道 代表取締役会長）
  - 村瀬幸雄（十六銀行 取締役会長兼頭取）
  - 安藤隆司（名古屋鉄道 代表取締役会長）
  - 大島卓（日本ガイシ 代表取締役会長）
  - 中田卓也（ヤマハ  取締役 代表執行役社長）

- - 神野吾郎（サーラコーポレーション 代表取締役社長 兼 グループ代表・CEO）
  - 伊藤歳恭（百五銀行 取締役頭取）
  - 勝野哲（中部電力 代表取締役会長）
  - 大西朗（豊田自動織機 取締役社長）
  - 安藤仁（日本トランスシティ 代表取締役社長 社長執行役員）
  - 碓井 稔（セイコーエプソン 取締役会長）
  - 松下 正樹（八十二銀行 代表取締役頭取）
  - 高原 一郎（三菱UFJ銀行 副頭取執行役員）

- 理事
  - 相馬 秀次（日本製鉄 常務執行役員名古屋製鉄所長）
  - 松尾 清一（東海国立大学機構 機構長）
  - 中村 宗一郎（信州大学 学長）